# Тузов, Михаил Филиппович
Михаил Филиппович Тузов (1907—1983) — подполковник Советской Армии, участник Великой Отечественной войны, Герой Советского Союза (1945).

## Биография

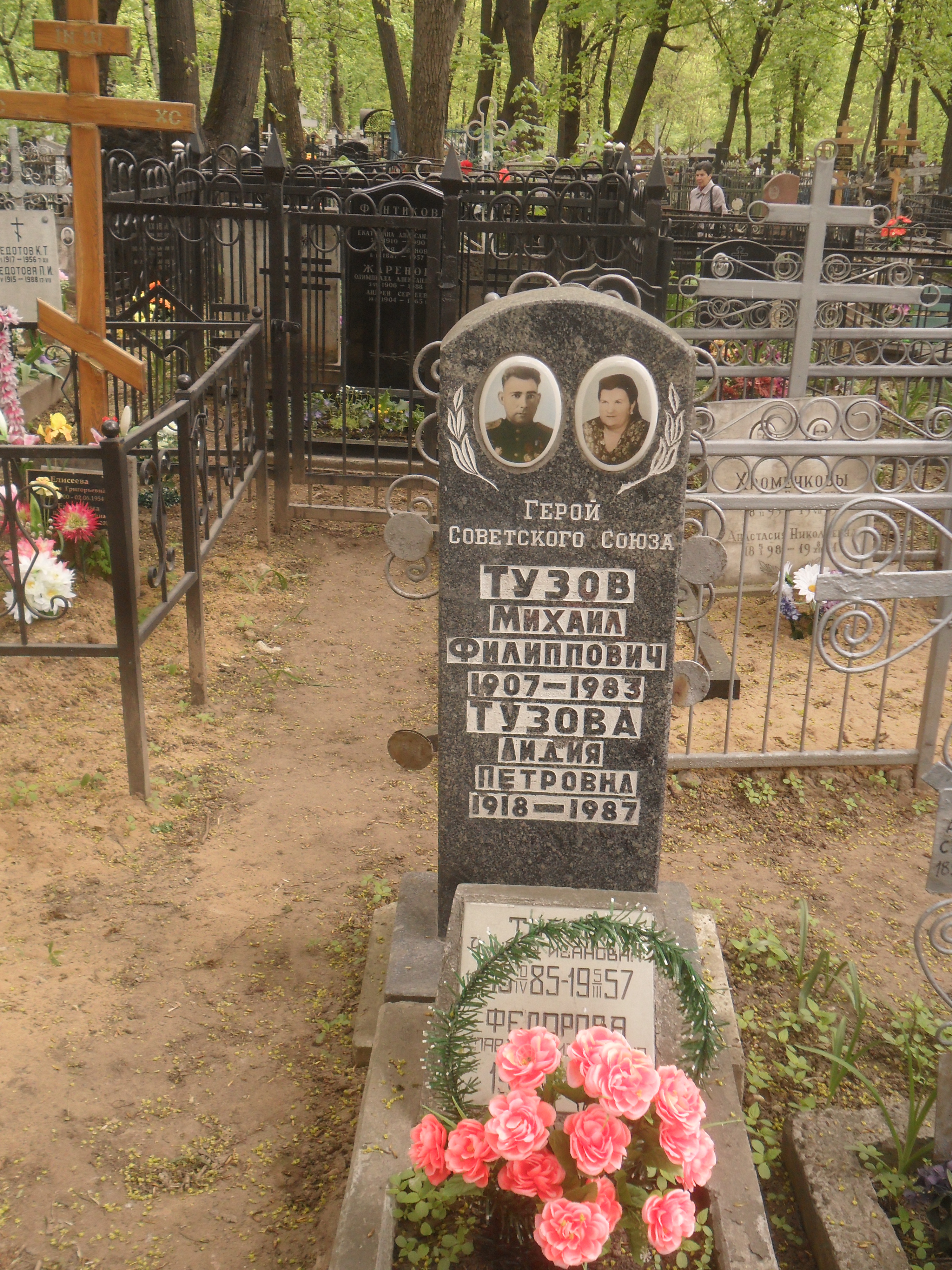
Могила Тузова на Рогожском кладбище Москвы.

Михаил Тузов родился 1 ноября 1907 года в деревне Большое Сырково (ныне — Волоколамский район Московской области). После окончания рабфака работал паяльщиком на заводе в Москве. В 1933 году Тузов был призван на службу в Рабоче-крестьянскую Красную Армию. В 1934 году он окончил Ворошиловградскую военную авиационную школу лётчиков. Участвовал в боях советско-финской войны. С начала Великой Отечественной войны — на её фронтах.
К августу 1944 года гвардии майор Михаил Тузов командовал эскадрильей 4-го гвардейского ближнебомбардировочного авиаполка 280-й смешанной авиадивизии 14-й воздушной армии 3-го Прибалтийского фронта. К тому времени он совершил 181 боевой вылет на бомбардировку скоплений боевой техники и живой силы противника, его важных объектов, нанеся ему большие потери, лично сбил 2 самолёта противника и ещё 2 — в составе группы.
Указом Президиума Верховного Совета СССР от 23 февраля 1945 года гвардии майор Михаил Тузов был удостоен высокого звания Героя Советского Союза с вручением ордена Ленина и медали «Золотая Звезда».
После окончания войны Тузов продолжил службу в Советской Армии. В 1954 году в звании подполковника он был уволен в запас. Проживал в Москве. Скончался 15 июня 1983 года, похоронен на Рогожском кладбище Москвы.
Был также награждён тремя орденами Красного Знамени, орденами Александра Невского и Красной Звезды, рядом медалей.